# Groupe Eclair
Pour les articles homonymes, voir Éclair.
Le Groupe Eclair, anciennement Laboratoires Eclair, basé à Vanves en région parisienne, est un studio de cinéma et d’audiovisuel pratiquant des activités variées dont la restauration de films, la conservation, le sous-titrage d’émissions de télévision, l’étalonnage. Les Laboratoires Éclair étaient, depuis 1907, les principaux laboratoires de développement, de traitement et de tirage de pellicules cinématographiques en France. Leur travail a été récemment orienté vers le numérique, à commencer par la restauration des vieux films.
Entre 1908 et 2009 la compagnie possédait également des studios de tournage, situés, comme le laboratoire, à Épinay-sur-Seine.
Il est composé de deux entités : Eclair Cinema et Eclair Media.
La première entité s'occupe de la postproduction cinéma et la restauration de films, la seconde pour les activités d'adaptation et de services à la distribution .

## Les laboratoires Eclair

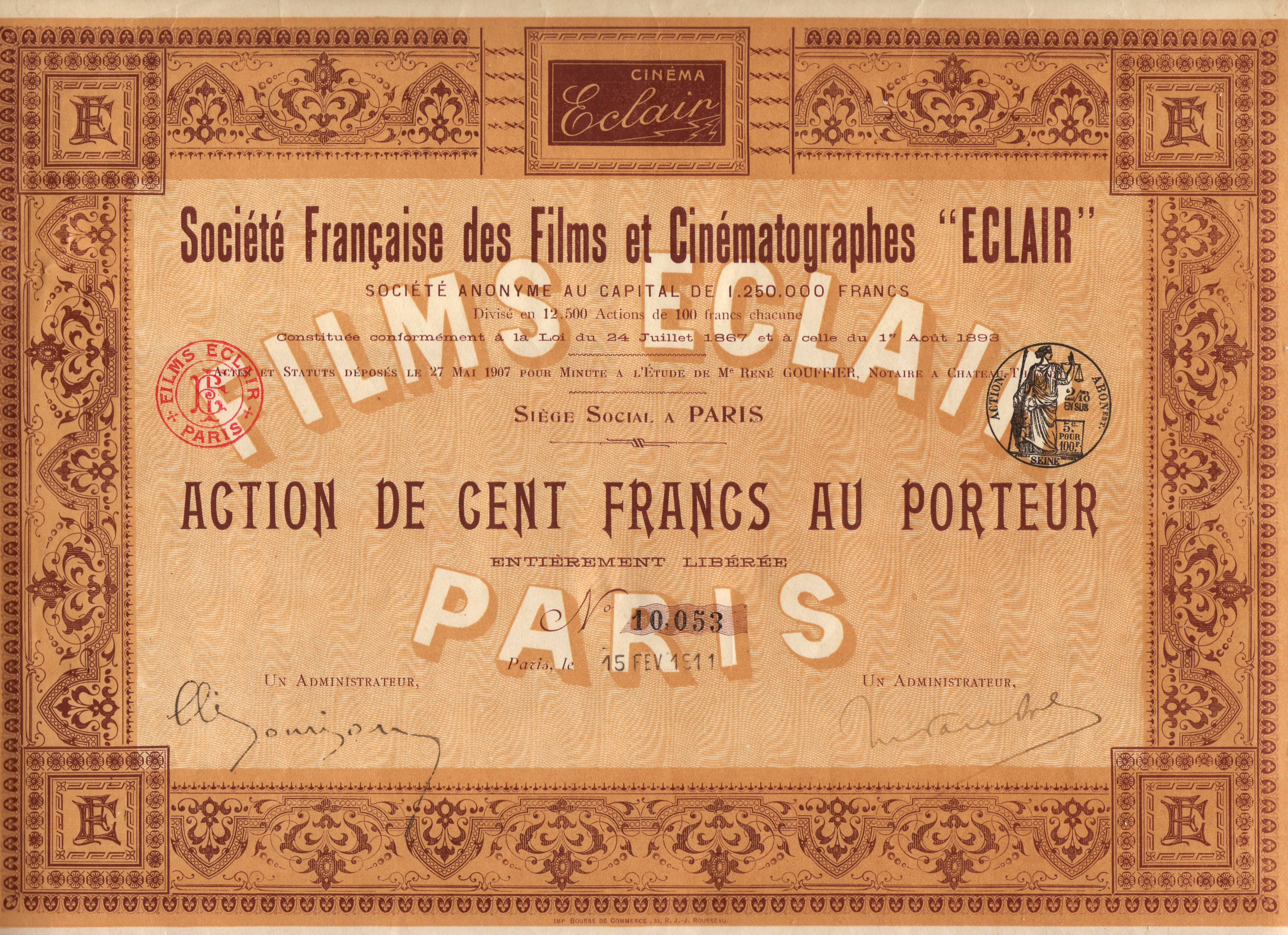
Une action de la Société en 1911.

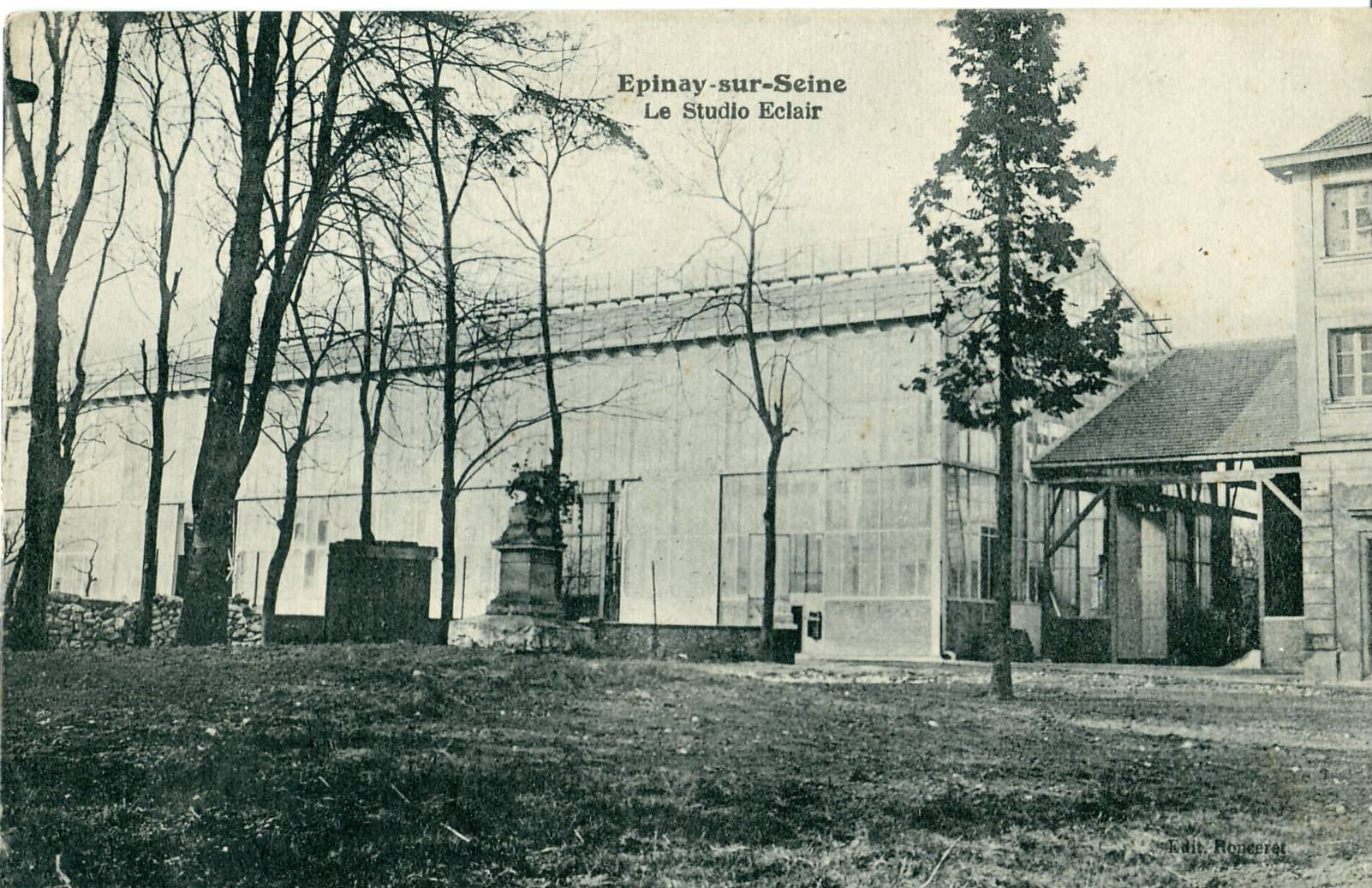
Le studio Éclair au début du XX.

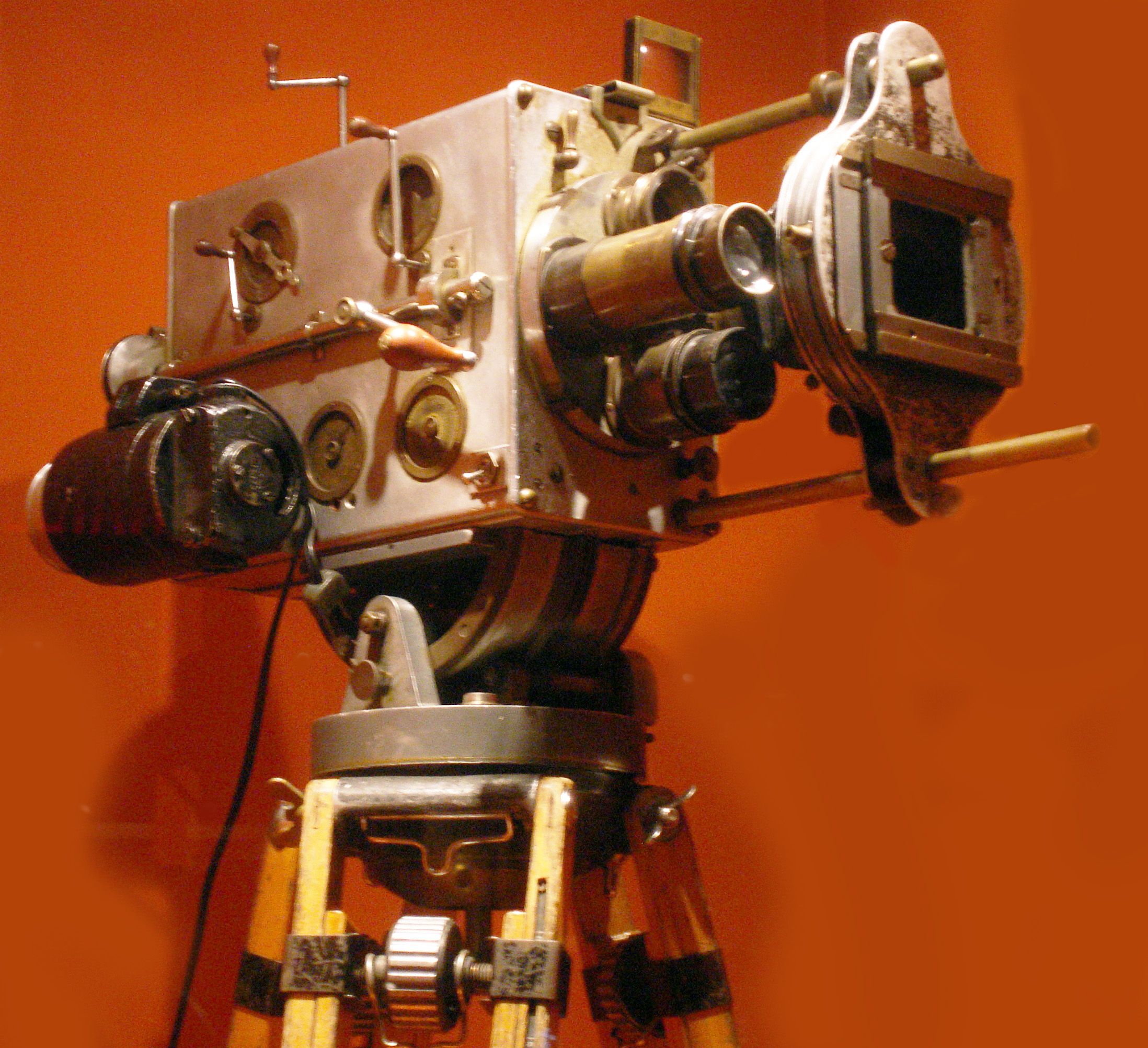
Caméréclair (1928).

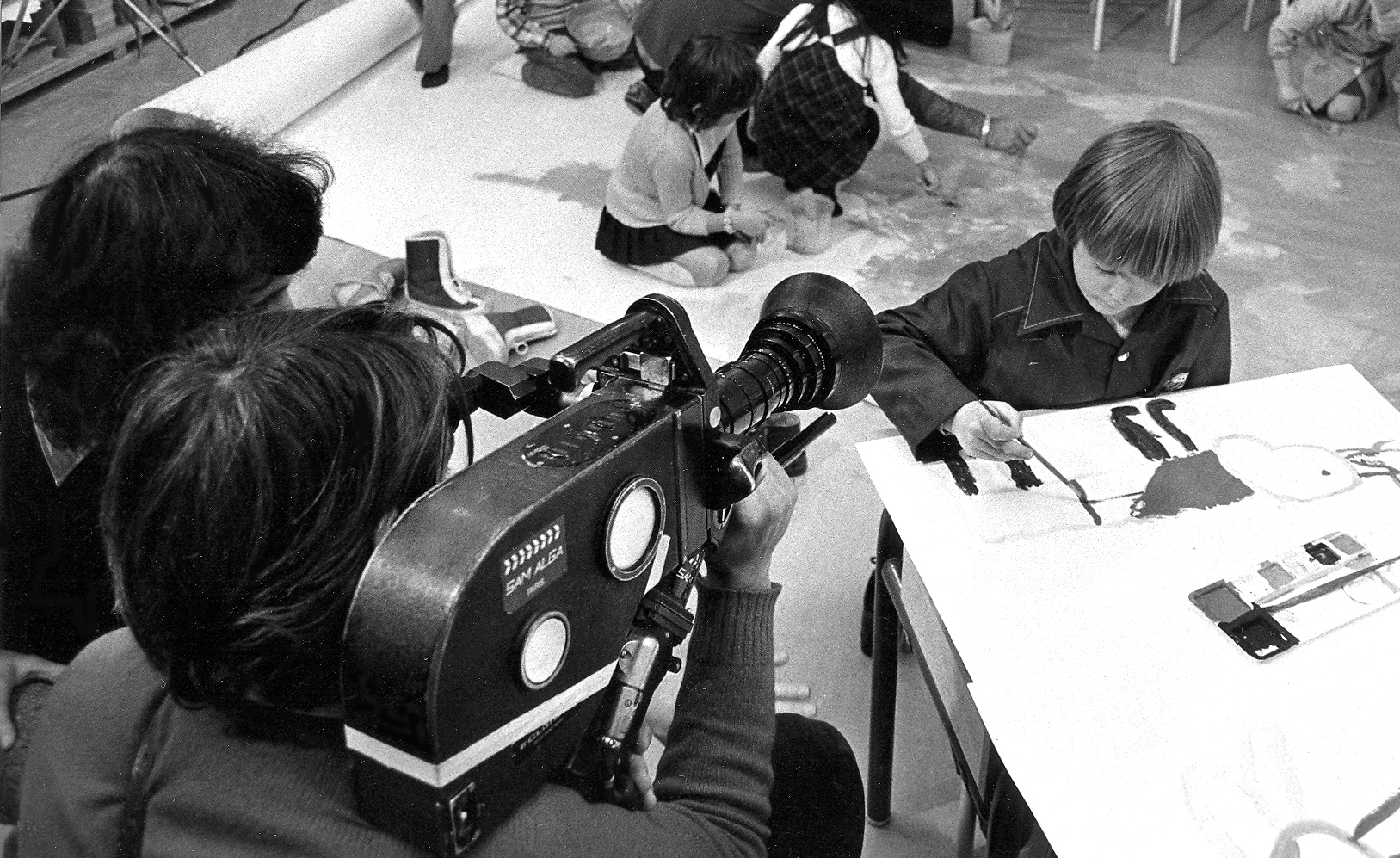
Éclair 16 NPR (1960).

Créée à Épinay-sur-Seine en 1907 par l'industriel Charles Jourjon (1876-1934) et Ambroise-François Parnaland (1854-1913), la société Éclair se destine dans un premier temps à la production de films : entre 1908 et 1918, Éclair est la troisième firme française après Gaumont et Pathé. Elle emploie de grands réalisateurs, comme Maurice Tourneur et Victorin Jasset, ainsi que des acteurs tels que Charles Krauss, André Liabel, Camille Bardou. La société Éclair s'implante aux États-Unis, à New York en 1909, à Fort Lee en 1911, et enfin à Tucson en 1913. Une filiale est aussi implantée en Allemagne, à Berlin, sous le nom de "Decla" (Deutsche Eclair). Elle prend sous contrat Émile Cohl, pionnier français du dessin animé, à partir de 1912. Mais elle est victime successivement de la mort de Jasset (22 juin 1913), de l'incendie de ses studios et laboratoires de Fort Lee (mars 1914), et de graves problèmes bancaires ; elle perd également Émile Cohl et Maurice Tourneur, qui décident de rester aux États-Unis à la fin de la Première Guerre mondiale. 
L'activité de production d'Éclair est reprise en 1919 par Louis Aubert et Marc Sandberg, patrons de la société SIC, puis cesse en 1922. Entre-temps, la société développe une autre activité : la conception et la fabrication de matériel de tournage, et notamment de caméras. C'est Jourjon qui développe la partie laboratoire et la fabrication de caméras d’après les brevets de Jean Mery. C'est ainsi qu'elle lance avec succès en 1920 le Caméréclair pour faire front à la caméra d'André Debrie : le Debrie Parvo L. Parallèlement, ses studios sont loués à d'autres maisons de production et accueillent d'autres réalisateurs (par exemple pour Luitz-Morat, Jacques Feyder, Marcel L'Herbier ou Jean Epstein).

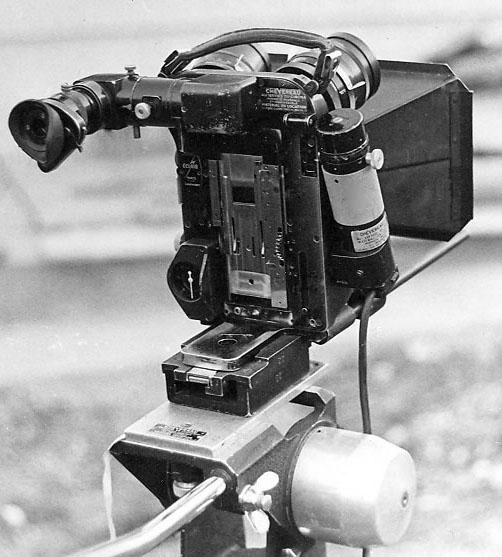
Le Caméflex, magasin de pellicule enlevé.

L'activité de production d'Éclair reprend en 1928. En 1929, il est produit sous son enseigne l'un des premiers films sonores, Le Collier de la reine, réalisé par Gaston Ravel. À la mort de Charles Jourjon en 1938, son beau-fils Jacques Mathot lui succède et rachète les studios Tobis d'Epinay-sur-Seine, où sont tournés Le Million de René Clair (1931) et La Kermesse héroïque de Jacques Feyder (1935).
En 1947, Éclair lance une caméra 35 mm à magasins de 300 mètres, le Caméréclair Studio, lourde caméra de studio, qu'une visée reflex perfectionnera en 1952, sous l'appellation Camé 300 Reflex. Elle innove surtout avec la caméra Caméflex (appelée Camerette aux États-Unis), appareil portatif et pratique qui rencontre un vrai succès et obtient le prix de l'Academy of Motion Pictures américaine trois ans plus tard. Dans les années 1960, son modèle au format 16 mm, la caméra Éclair 16 conçue pour l'ORTF, est également apprécié auprès de  certains cinéastes de la Nouvelle Vague, notamment des documentaristes.
L'activité de fabrication de caméras sera rachetée au début des années 1970 par le producteur Harry Saltzman avant d'être vendue dans les années 1980 au principal concurrent d'Éclair, Aaton. La société se diversifie alors avec le traitement de la vidéo et la restauration de films sur pellicules. Parallèlement, les studios d'Épinay accueillent le tournage de nombreux longs métrages.
En février 2007, la société Holland Coordinator Italie, propriété de l'homme d'affaires et producteur tunisien Tarak Ben Ammar qui possède en outre 83 % du groupe Quinta Industries, principal concurrent d'Éclair via son pôle image (LTC, scanlab, duran, duran duboi et duboicolor), acquiert 43 % du capital d'Éclair en achetant la société Téléclair, détenue jusqu'alors par la famille Dormoy. En décembre de la même année, le groupe Quinta Industries devient l'unique actionnaire du laboratoire en achetant les 57 % restants au fonds d'investissement ETMF2 de BNP Paribas. La filiale d'Éclair Télétota reste la propriété d'ETMF2. La SACD se dit très inquiète de cette concentration.
En mars 2008, Tarak Ben Ammar et son groupe Quinta Industries décident de se désengager de sa participation majoritaire des laboratoires Éclair, GTC, Télétota et Centrimage dans des conditions qui restent obscures. La fusion des plus grands laboratoires cinématographiques français n'a pas lieu, au grand soulagement des producteurs français et de la diversité culturelle française dans son ensemble.
En juillet 2009, les quatre plateaux de tournage cinéma d'Épinay-sur-Seine (un de 1 500 m2, deux de 800 m2 et un de 200 m2) sont cédés au groupe TSF.

## Le groupe Eclair
Aujourd'hui, les entités « Laboratoires Éclair », Laboratoire vidéo « Télétota » et « Neyrac Films (laboratoires) » sont regroupées au sein d'une seule société : « Eclair Group ».
Eclair Group a réalisé en 2004 un chiffre d'affaires net consolidé de 97,3 millions d'euros.
Le 8 septembre 2009, Eclair Group est placé en procédure de sauvegarde par le tribunal de Nanterre.
En 2011, Eclair group réalise la première restauration 4K en Europe avec Les Enfants du paradis de Marcel Carné pour Pathé. 
Avec la signature de nouveaux contrats en 2012, Eclair group décide de spécialiser son site d'Épinay dans ce domaine pour pouvoir traiter plus de 200 films par an.
Le 31 juillet 2015, Eclair Group est racheté par le groupe Ymagis . Les anciennes entités du groupe Éclair disparaissent. Deux nouvelles sociétés sont créées au sein du groupe Ymagis: Eclair Cinema et Eclair Media. La première entité s'occupe de la postproduction cinéma et la restauration de films, la seconde pour les activités d'adaptation et de services à la distribution .
En novembre 2018 Ymagis demande le placement de la société Eclair Cinema en redressement judiciaire. En 2017 Eclair Cinema avait atteint un chiffre d'affaires de 10 millions d'euros, enregistré une perte de 549 k€ et employait 99 salariés, alors que l'autre entité dégageait un résultat positif de 504 k€ pour 12 millions d'euros de chiffre d'affaires et 116 salariés.

## Quelques films tournés aux Studios Éclair
Voir la catégorie:Film tourné aux studios d'Épinay
- 1913 : Protéa de Victorin Jasset
- 1914 : Protéa et l'auto infernale de Joseph Faivre (Protéa II)
- 1915 : La Course à la mort de Joseph Faivre (Protéa III)
- 1917 : Les Mystères du château de Malmort de Gérard Bourgeois (Protéa IV)
- 1918 : L'Intervention de Protéa de Jean-Joseph Renaud (Protéa V)
- 1928 : La Chute de la maison Usher de Jean Epstein
- 1937 : La Grande Illusion de Jean Renoir
- 1960 : Le Baron de l'écluse de Jean Delannoy
- 1963 : Les Tontons flingueurs de Georges Lautner
- 1976 : Le Locataire de Roman Polanski
- 1992 : Un cœur en hiver de Claude Sautet
- 1994 : Léon de Luc Besson
- 1994 : La Reine Margot de Patrice Chéreau
- 1998 : Les Couloirs du temps : Les Visiteurs 2 de Jean-Marie Poiré
- 1998 : Le Dîner de cons de Francis Veber
- 2002 : Astérix et Obélix : Mission Cléopâtre d'Alain Chabat